# Vlag van Tajmyr
De vlag van Tajmyr werd op 23 juni 2000 aangenomen. De vlag is blauw. Deze kleur symboliseert de grootsheid en schoonheid van de Tajmyr, de Jenisej, de Karazee en de Laptevzee. Te midden op het veld bevindt zich een zilveren/witte zonneschijf met vier smalle driehoekige punten die zich in de windrichtingen uitstrekken, zoals de vier punten van een kompas. De schijf vertegenwoordigt het grondgebied van het schiereiland Tajmyr en ook de lange winter die in de noordelijke regio's wel 285 dagen kan duren. Het symboliseert ook de zon en de warmte die deze biedt aan de mensen in het noorden. In het midden van de schijf staat een roodhalsgans die van west naar oost vliegt. Deze gans is een zeldzame vogel die op de toendra nestelt. De vliegroute symboliseert de beweging van de regio in de richting van vooruitgang.
Tajmyr is op 1 januari 2007 opgegaan in kraj Krasnojarsk. Daarmee kwam de vlag te vervallen.